# 須賀川市

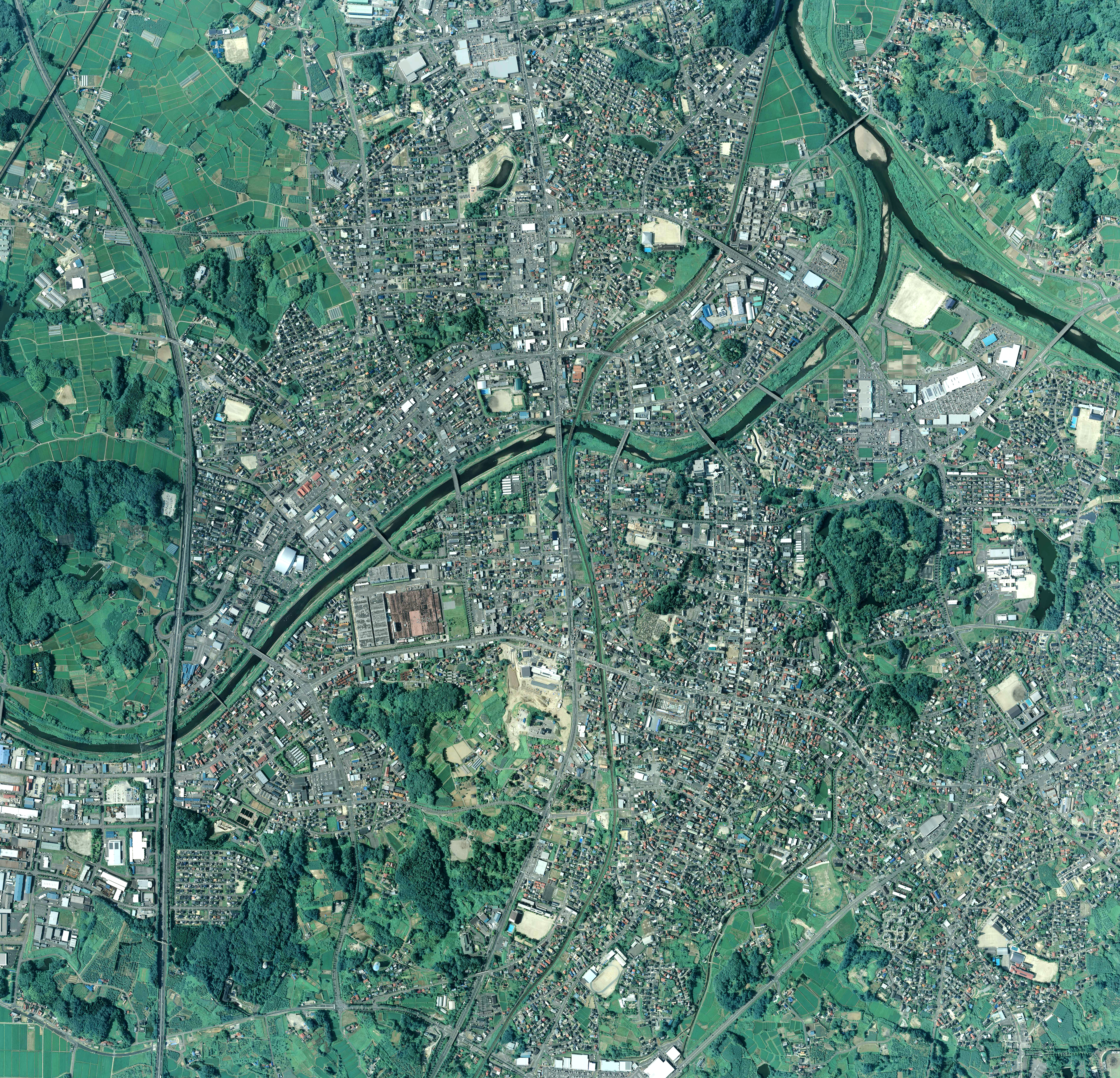
須賀川市中心部周辺の空中写真。2015年7月12日撮影の12枚を合成作成。。

須賀川市（すかがわし）は、福島県の中通り中部にある市。郡山都市圏に属している。
福島県の空の玄関口である福島空港が、隣接する玉川村にまたがって所在している。
観光では、全国の牡丹園で唯一の国指定名勝である須賀川牡丹園が名所として挙げられるほか、祭事では毎年11月の「松明あかし」が有名である。特撮の巨匠、円谷英二の出身地であることから代表作品のひとつであるウルトラマンを活かしたまちづくりやイベントを精力的に行っている（後述）。

## 地理

### 自然
- 山地：宇津峰山
- 川・水系：阿武隈川、釈迦堂川、藤沼ダム

### 隣接する市町村
- 郡山市
- 岩瀬郡：天栄村、鏡石町
- 石川郡：玉川村、平田村

## 歴史
歴史は古く、旧石器時代の乙字ケ滝遺跡を始め、奈良時代から平安時代にかけての遺構である上人壇廃寺址（国の史跡）など、古代からこの地が東北地方の要衝であったことが分かる。
鎌倉時代以降は二階堂氏の城下町として栄えたが、天正年間、伊達政宗に攻められ、須賀川城は落城した（須賀川城攻防戦）。毎年11月の第2土曜日に行われる日本三大火祭りの1つ「松明あかし」は、このときの二階堂家の霊を弔うために行われてきた伝統行事である。
江戸時代は白河藩領で、奥州街道屈指の宿場町として独自の町人文化も花開いた。江戸中期には俳諧が盛んであったため、松尾芭蕉は『奥の細道』の旅で須賀川宿に8日間も滞在した。
1868年（明治元年）、須賀川地方は戊辰戦争で大きな打撃を受けるが、明治から大正期にかけて復興の道を辿る。1876年（明治9年）に本町・中町・北町・道場町が合併し、須賀川村（すかがわむら）となる。1889年（明治22年）の町村制実施により、森宿村の一部を合併して須賀川町（すかがわちょう）となった。
また、1954年（昭和29年）3月、須賀川町は隣接する浜田村・西袋村・稲田村、そして石川郡小塩江村の4か村と新設合併し、市制を施行して須賀川市が誕生。市制以降、翌1955年（昭和30年）3月には仁井田村、1967年（昭和42年）2月には大東村、2005年（平成17年）4月に長沼町および岩瀬村をそれぞれ編入した。
平成に入り、須賀川市は臨空都市として大きな変貌を遂げた。1993年（平成5年）に開港した須賀川市南東部に位置する福島空港では福島県の空の玄関として大きな役割を果たしている。また須賀川市は、東北自動車道の須賀川インターチェンジが整備され、福島県内でも比較的高速交通網に恵まれた地域である。また郡山市に隣接しており、郡山駅から東北本線で所要時間約12分とアクセスも良いため郡山のベッドタウンとしても発展している。

### 年表
- 1887年（明治20年）7月16日 - 東北本線の黒磯 - 郡山間が開業。
- 1931年（昭和6年）10月30日 - 水郡線の谷田川 - 川東間が開業。
- 1953年（昭和28年）5月18日 - 国道118号の水戸市 - 郡山市間が制定。
- 1970年（昭和45年）5月21日：第21回全国植樹祭に出席した天皇、皇后が帰路、須賀川市役所などを訪問[3]。
- 1973年（昭和48年）11月26日 - 須賀川インターチェンジが供用開始。
- 1993年（平成5年）4月1日 - 国道118号の須賀川市 - 会津若松市間が制定。
- 2005年（平成17年）4月1日 - 長沼町、岩瀬村を須賀川市に編入。
- 2011年（平成23年）3月11日 - 東日本大震災が発生。須賀川市で震度6強を観測。

### 東日本大震災
2011年（平成23年）3月11日に発生した東日本大震災で須賀川市は震度6強を観測。
市内西部の藤沼ダムが決壊し、下流の長沼地区で家屋が流失。死者7名、行方不明者1名が出た（cf. 東日本大震災）。
津波の被災に隠れていたが、農業用ダムの決壊で死者が出たのは世界でも例がなく、極めて稀な災害であった。

### 行政区域の変遷
- 変遷の年表

| 須賀川市市域の変遷（年表） | 須賀川市市域の変遷（年表） | 須賀川市市域の変遷（年表） |
| 年                         | 月日                       | 現須賀川市市域に関連する行政区域変遷 |
| -------------------------- | -------------------------- | --- |
| 1889年（明治22年）         | 4月1日                     | 町村制施行により、以下の町村がそれぞれ発足。 - 旧須賀川市 - 岩瀬郡 - 須賀川町 ← 須賀川村と森宿村の一部 - 西袋村 ← 西川村・大桑原村・袋田村・越久村と森宿村の残部 - 浜田村 ← 和田村・浜尾村・前田川村 - 稲田村 ← 稲村・松塚村・岩淵村・保土原村・泉田村 - 仁井田村 ← 仁井田村・舘ケ岡村・滑川村 - 石川郡 - 小塩江村 ← 塩田村・小倉村・江持村・堤村 - 大森田村 ← 大栗村・狸森村・雨田村 - 川東村 ← 小作田村・市野関村・日照田村・田中村・上小山田村・下小山田村 - 旧長沼町 - 岩瀬郡 - 長沼村 ← 小中村・長沼村・江花村・勢至堂村・志茂村 - 桙衝村 ← 木野崎村・横田村・堀込村・桙衝村・矢田野村 - 旧岩瀬村 - 岩瀬郡 - 白方村 ← 滝村・梅田村・守屋村・柱田村・今泉村 - 白江村 ← 北横田村・矢沢村・畑田村・深渡戸村・大久保村 |
| 1901年（明治34年）         | 6月7日                     | 長沼村が町制施行して長沼町となる。 |
| 1954年（昭和29年）         | 3月31日                    | 須賀川町・西袋村・浜田村・稲田村・小塩江村が合併し須賀川市が発足。 |
| 1955年（昭和30年）         | 1月1日                     | 大森田村・川東村が合併し大東村が発足。 |
| 1955年（昭和30年）         | 3月10日                    | 仁井田村は須賀川市に編入。 |
| 1955年（昭和30年）         | 3月31日                    | - 長沼町・桙衝村が合併し長沼町が発足。 - 白方村・白江村が合併し岩瀬村が発足。 |
| 1958年（昭和33年）         |                            | 岩瀬村の一部（滝の一部）は長沼町に編入。 |
| 1967年（昭和42年）         | 2月1日                     | 大東村は須賀川市に編入。 |
| 1970年（昭和45年）         |                            | 須賀川市の一部（仁井田の一部）は郡山市に編入。 |
| 2005年（平成17年）         | 4月1日                     | 長沼町・岩瀬村は須賀川市に編入。 |

- 市制・町村制以前の変遷表

| 岩瀬郡 |              | 本町             | 明治9年 須賀川村 | 須賀川町 |
| 岩瀬郡 | 中町         |                  | 明治9年 須賀川村 | 須賀川町 |
| 岩瀬郡 | 北町         |                  | 明治9年 須賀川村 | 須賀川町 |
| 岩瀬郡 | 道場町       |                  | 明治9年 須賀川村 | 須賀川町 |
| 岩瀬郡 |              | 中宿村           | 明治9年 森宿村   | 須賀川町 |
| 岩瀬郡 |              | 下宿村           | 明治9年 森宿村   | 西袋村   |
| 岩瀬郡 |              | 牛袋村           | 西川村           | 西袋村   |
| 岩瀬郡 | 山寺村       |                  | 西川村           | 西袋村   |
| 岩瀬郡 | 大桑原村     |                  |                  | 西袋村   |
| 岩瀬郡 | 袋田村       |                  |                  | 西袋村   |
| 岩瀬郡 | 越久村       |                  |                  | 西袋村   |
| 岩瀬郡 |              | 和田村           | 和田村           | 浜田村   |
| 岩瀬郡 | 浜尾村       |                  |                  | 浜田村   |
| 岩瀬郡 | 前田川村     |                  |                  | 浜田村   |
| 岩瀬郡 |              | 稲村             | 稲村             | 稲田村   |
| 岩瀬郡 | 松塚村       |                  |                  | 稲田村   |
| 岩瀬郡 |              | 岩渕村           | 明治9年 岩渕村   | 稲田村   |
| 岩瀬郡 | 小岩渕村     |                  | 明治9年 岩渕村   | 稲田村   |
| 岩瀬郡 | 保土原村     |                  |                  | 稲田村   |
| 岩瀬郡 | 泉田村       |                  |                  | 稲田村   |
| 石川郡 |              | 塩田村           | 塩田村           | 小塩江村 |
| 石川郡 | 小倉村       |                  |                  | 小塩江村 |
| 石川郡 | 江持村       |                  |                  | 小塩江村 |
| 石川郡 | 堤村         |                  |                  | 小塩江村 |
| 石川郡 |              | 大栗村           | 大栗村           | 大森田村 |
| 石川郡 | 狸森村       |                  |                  | 大森田村 |
| 石川郡 | 雨田村       |                  |                  | 大森田村 |
| 石川郡 |              | 小作田村         | 小作田村         | 川東村   |
| 石川郡 | 市野関村     |                  |                  | 川東村   |
| 石川郡 | 日照田村     |                  |                  | 川東村   |
| 石川郡 | 田中村       |                  |                  | 川東村   |
| 石川郡 | 上小山田村   |                  |                  | 川東村   |
| 石川郡 | 下小山田村   |                  |                  | 川東村   |
| 岩瀬郡 |              | 仁井田村         | 仁井田村         | 仁井田村 |
| 岩瀬郡 | 舘ケ岡村     |                  |                  | 仁井田村 |
| 岩瀬郡 | 滑川村       |                  |                  | 仁井田村 |
| 岩瀬郡 |              | 上小中村         | 明治9年 小中村   | 長沼村   |
| 岩瀬郡 | 下小中村     |                  | 明治9年 小中村   | 長沼村   |
| 岩瀬郡 | 長沼村       |                  |                  | 長沼村   |
| 岩瀬郡 |              | 明治9年 上江花村 | 江花村           | 長沼村   |
| 岩瀬郡 | 下江花村     |                  | 江花村           | 長沼村   |
| 岩瀬郡 | 勢至堂村     |                  |                  | 長沼村   |
| 岩瀬郡 | 志茂村       |                  |                  | 長沼村   |
| 岩瀬郡 |              | 木野崎村         | 明治9年 木野崎村 | 桙衝村   |
| 岩瀬郡 | 上木野崎村   |                  | 明治9年 木野崎村 | 桙衝村   |
| 岩瀬郡 | 下木野崎村   |                  | 明治9年 木野崎村 | 桙衝村   |
| 岩瀬郡 | 横田村       |                  |                  | 桙衝村   |
| 岩瀬郡 | 堀込村       |                  |                  | 桙衝村   |
| 岩瀬郡 | 桙衝村       |                  |                  | 桙衝村   |
| 岩瀬郡 | 矢田野村     |                  |                  | 桙衝村   |
| 岩瀬郡 |              | 成田村           | 明治10年 梅田村  | 白方村   |
| 岩瀬郡 |              | 町守屋村         | 明治9年 守屋村   | 白方村   |
| 岩瀬郡 | 里守屋村     |                  | 明治9年 守屋村   | 白方村   |
| 岩瀬郡 |              | 上柱田村         | 明治9年 柱田村   | 白方村   |
| 岩瀬郡 | 下柱田村     |                  | 明治9年 柱田村   | 白方村   |
| 岩瀬郡 |              | 今泉村           | 明治9年 今泉村   | 白方村   |
| 岩瀬郡 | 今泉新田村   |                  | 明治9年 今泉村   | 白方村   |
| 岩瀬郡 | 滝村         |                  |                  | 白方村   |
| 岩瀬郡 |              | 北横田村         | 明治9年 北横田村 | 白江村   |
| 岩瀬郡 | 吉兵衛新田村 |                  | 明治9年 北横田村 | 白江村   |
| 岩瀬郡 | 矢沢村       |                  |                  | 白江村   |
| 岩瀬郡 | 畑田村       |                  |                  | 白江村   |
| 岩瀬郡 | 深渡戸村     |                  |                  | 白江村   |
| 岩瀬郡 |              | 上大久保村       | 明治9年 大久保村 | 白江村   |
| 岩瀬郡 | 下大久保村   |                  | 明治9年 大久保村 | 白江村   |

- 市制・町村制以後の変遷表

| 市制・町村制以後の須賀川市市域の変遷表（※細かい境界の変遷は省略） | 市制・町村制以後の須賀川市市域の変遷表（※細かい境界の変遷は省略） | 市制・町村制以後の須賀川市市域の変遷表（※細かい境界の変遷は省略） | 市制・町村制以後の須賀川市市域の変遷表（※細かい境界の変遷は省略） | 市制・町村制以後の須賀川市市域の変遷表（※細かい境界の変遷は省略） | 市制・町村制以後の須賀川市市域の変遷表（※細かい境界の変遷は省略） | 市制・町村制以後の須賀川市市域の変遷表（※細かい境界の変遷は省略） | 市制・町村制以後の須賀川市市域の変遷表（※細かい境界の変遷は省略） |
| 1889年 以前                                                       | 1889年 以前                                                       | 1889年 以前                                                       | 明治22年 4月1日                                                   | 明治22年 - 昭和64年                                               | 明治22年 - 昭和64年                                               | 平成元年 - 現在                                                   | 現在                                                              |
| ----------------------------------------------------------------- | ----------------------------------------------------------------- | ----------------------------------------------------------------- | ----------------------------------------------------------------- | ----------------------------------------------------------------- | ----------------------------------------------------------------- | ----------------------------------------------------------------- | ----------------------------------------------------------------- |
| 岩瀬郡                                                            |                                                                   | 須賀川村                                                          | 須賀川町                                                          | 昭和29年3月31日 須賀川市                                          | 須賀川市                                                          | 須賀川市                                                          | 須賀川市                                                          |
| 岩瀬郡                                                            | 森宿村                                                            |                                                                   | 須賀川町                                                          | 昭和29年3月31日 須賀川市                                          | 須賀川市                                                          | 須賀川市                                                          | 須賀川市                                                          |
| 岩瀬郡                                                            | 西袋村                                                            |                                                                   |                                                                   | 昭和29年3月31日 須賀川市                                          | 須賀川市                                                          | 須賀川市                                                          | 須賀川市                                                          |
| 岩瀬郡                                                            | 西川村                                                            |                                                                   |                                                                   | 昭和29年3月31日 須賀川市                                          | 須賀川市                                                          | 須賀川市                                                          | 須賀川市                                                          |
| 岩瀬郡                                                            | 大桑原村                                                          |                                                                   |                                                                   | 昭和29年3月31日 須賀川市                                          | 須賀川市                                                          | 須賀川市                                                          | 須賀川市                                                          |
| 岩瀬郡                                                            | 袋田村                                                            |                                                                   |                                                                   | 昭和29年3月31日 須賀川市                                          | 須賀川市                                                          | 須賀川市                                                          | 須賀川市                                                          |
| 岩瀬郡                                                            | 越久村                                                            |                                                                   |                                                                   | 昭和29年3月31日 須賀川市                                          | 須賀川市                                                          | 須賀川市                                                          | 須賀川市                                                          |
| 岩瀬郡                                                            |                                                                   | 和田村                                                            | 浜田村                                                            | 昭和29年3月31日 須賀川市                                          | 須賀川市                                                          | 須賀川市                                                          | 須賀川市                                                          |
| 岩瀬郡                                                            | 浜尾村                                                            |                                                                   | 浜田村                                                            | 昭和29年3月31日 須賀川市                                          | 須賀川市                                                          | 須賀川市                                                          | 須賀川市                                                          |
| 岩瀬郡                                                            | 前田川村                                                          |                                                                   | 浜田村                                                            | 昭和29年3月31日 須賀川市                                          | 須賀川市                                                          | 須賀川市                                                          | 須賀川市                                                          |
| 岩瀬郡                                                            |                                                                   | 稲村                                                              | 稲田村                                                            | 昭和29年3月31日 須賀川市                                          | 須賀川市                                                          | 須賀川市                                                          | 須賀川市                                                          |
| 岩瀬郡                                                            | 松塚村                                                            |                                                                   | 稲田村                                                            | 昭和29年3月31日 須賀川市                                          | 須賀川市                                                          | 須賀川市                                                          | 須賀川市                                                          |
| 岩瀬郡                                                            | 岩渕村                                                            |                                                                   | 稲田村                                                            | 昭和29年3月31日 須賀川市                                          | 須賀川市                                                          | 須賀川市                                                          | 須賀川市                                                          |
| 岩瀬郡                                                            | 保土原村                                                          |                                                                   | 稲田村                                                            | 昭和29年3月31日 須賀川市                                          | 須賀川市                                                          | 須賀川市                                                          | 須賀川市                                                          |
| 岩瀬郡                                                            | 泉田村                                                            |                                                                   | 稲田村                                                            | 昭和29年3月31日 須賀川市                                          | 須賀川市                                                          | 須賀川市                                                          | 須賀川市                                                          |
| 石川郡                                                            |                                                                   | 塩田村                                                            | 小塩江村                                                          | 昭和29年3月31日 須賀川市                                          | 須賀川市                                                          | 須賀川市                                                          | 須賀川市                                                          |
| 石川郡                                                            | 小倉村                                                            |                                                                   | 小塩江村                                                          | 昭和29年3月31日 須賀川市                                          | 須賀川市                                                          | 須賀川市                                                          | 須賀川市                                                          |
| 石川郡                                                            | 江持村                                                            |                                                                   | 小塩江村                                                          | 昭和29年3月31日 須賀川市                                          | 須賀川市                                                          | 須賀川市                                                          | 須賀川市                                                          |
| 石川郡                                                            | 堤村                                                              |                                                                   | 小塩江村                                                          | 昭和29年3月31日 須賀川市                                          | 須賀川市                                                          | 須賀川市                                                          | 須賀川市                                                          |
| 石川郡                                                            |                                                                   | 大栗村                                                            | 大森田村                                                          | 昭和30年1月1日 大東村                                             | 昭和42年2月1日 須賀川市に編入                                     | 須賀川市                                                          | 須賀川市                                                          |
| 石川郡                                                            | 狸森村                                                            |                                                                   | 大森田村                                                          | 昭和30年1月1日 大東村                                             | 昭和42年2月1日 須賀川市に編入                                     | 須賀川市                                                          | 須賀川市                                                          |
| 石川郡                                                            | 雨田村                                                            |                                                                   | 大森田村                                                          | 昭和30年1月1日 大東村                                             | 昭和42年2月1日 須賀川市に編入                                     | 須賀川市                                                          | 須賀川市                                                          |
| 石川郡                                                            |                                                                   | 小作田村                                                          | 川東村                                                            | 昭和30年1月1日 大東村                                             | 昭和42年2月1日 須賀川市に編入                                     | 須賀川市                                                          | 須賀川市                                                          |
| 石川郡                                                            | 市野関村                                                          |                                                                   | 川東村                                                            | 昭和30年1月1日 大東村                                             | 昭和42年2月1日 須賀川市に編入                                     | 須賀川市                                                          | 須賀川市                                                          |
| 石川郡                                                            | 日照田村                                                          |                                                                   | 川東村                                                            | 昭和30年1月1日 大東村                                             | 昭和42年2月1日 須賀川市に編入                                     | 須賀川市                                                          | 須賀川市                                                          |
| 石川郡                                                            | 田中村                                                            |                                                                   | 川東村                                                            | 昭和30年1月1日 大東村                                             | 昭和42年2月1日 須賀川市に編入                                     | 須賀川市                                                          | 須賀川市                                                          |
| 石川郡                                                            | 上小山田村                                                        |                                                                   | 川東村                                                            | 昭和30年1月1日 大東村                                             | 昭和42年2月1日 須賀川市に編入                                     | 須賀川市                                                          | 須賀川市                                                          |
| 石川郡                                                            | 下小山田村                                                        |                                                                   | 川東村                                                            | 昭和30年1月1日 大東村                                             | 昭和42年2月1日 須賀川市に編入                                     | 須賀川市                                                          | 須賀川市                                                          |
| 岩瀬郡                                                            |                                                                   | 仁井田村                                                          | 仁井田村                                                          | 仁井田村                                                          | 昭和30年3月10日 須賀川市に編入                                    | 須賀川市                                                          | 須賀川市                                                          |
| 岩瀬郡                                                            | 舘ケ岡村                                                          |                                                                   | 仁井田村                                                          | 仁井田村                                                          | 昭和30年3月10日 須賀川市に編入                                    | 須賀川市                                                          | 須賀川市                                                          |
| 岩瀬郡                                                            | 滑川村                                                            |                                                                   | 仁井田村                                                          | 仁井田村                                                          | 昭和30年3月10日 須賀川市に編入                                    | 須賀川市                                                          | 須賀川市                                                          |
| 岩瀬郡                                                            |                                                                   | 小中村                                                            | 長沼村                                                            | 明治34年6月7日 町制                                               | 昭和30年3月31日 長沼町                                            | 平成17年4月1日 須賀川市に編入                                     | 須賀川市                                                          |
| 岩瀬郡                                                            | 長沼村                                                            |                                                                   | 長沼村                                                            | 明治34年6月7日 町制                                               | 昭和30年3月31日 長沼町                                            | 平成17年4月1日 須賀川市に編入                                     | 須賀川市                                                          |
| 岩瀬郡                                                            | 江花村                                                            |                                                                   | 長沼村                                                            | 明治34年6月7日 町制                                               | 昭和30年3月31日 長沼町                                            | 平成17年4月1日 須賀川市に編入                                     | 須賀川市                                                          |
| 岩瀬郡                                                            | 勢至堂村                                                          |                                                                   | 長沼村                                                            | 明治34年6月7日 町制                                               | 昭和30年3月31日 長沼町                                            | 平成17年4月1日 須賀川市に編入                                     | 須賀川市                                                          |
| 岩瀬郡                                                            | 志茂村                                                            |                                                                   | 長沼村                                                            | 明治34年6月7日 町制                                               | 昭和30年3月31日 長沼町                                            | 平成17年4月1日 須賀川市に編入                                     | 須賀川市                                                          |
| 岩瀬郡                                                            |                                                                   | 木野崎村                                                          | 桙衝村                                                            | 桙衝村                                                            | 昭和30年3月31日 長沼町                                            | 平成17年4月1日 須賀川市に編入                                     | 須賀川市                                                          |
| 岩瀬郡                                                            | 横田村                                                            |                                                                   | 桙衝村                                                            | 桙衝村                                                            | 昭和30年3月31日 長沼町                                            | 平成17年4月1日 須賀川市に編入                                     | 須賀川市                                                          |
| 岩瀬郡                                                            | 堀込村                                                            |                                                                   | 桙衝村                                                            | 桙衝村                                                            | 昭和30年3月31日 長沼町                                            | 平成17年4月1日 須賀川市に編入                                     | 須賀川市                                                          |
| 岩瀬郡                                                            | 桙衝村                                                            |                                                                   | 桙衝村                                                            | 桙衝村                                                            | 昭和30年3月31日 長沼町                                            | 平成17年4月1日 須賀川市に編入                                     | 須賀川市                                                          |
| 岩瀬郡                                                            | 矢田野村                                                          |                                                                   | 桙衝村                                                            | 桙衝村                                                            | 昭和30年3月31日 長沼町                                            | 平成17年4月1日 須賀川市に編入                                     | 須賀川市                                                          |
| 岩瀬郡                                                            |                                                                   | 梅田村                                                            | 白方村                                                            | 昭和30年3月31日 岩瀬村                                            | 昭和30年3月31日 岩瀬村                                            | 平成17年4月1日 須賀川市に編入                                     | 須賀川市                                                          |
| 岩瀬郡                                                            | 守屋村                                                            |                                                                   | 白方村                                                            | 昭和30年3月31日 岩瀬村                                            | 昭和30年3月31日 岩瀬村                                            | 平成17年4月1日 須賀川市に編入                                     | 須賀川市                                                          |
| 岩瀬郡                                                            | 柱田村                                                            |                                                                   | 白方村                                                            | 昭和30年3月31日 岩瀬村                                            | 昭和30年3月31日 岩瀬村                                            | 平成17年4月1日 須賀川市に編入                                     | 須賀川市                                                          |
| 岩瀬郡                                                            | 今泉村                                                            |                                                                   | 白方村                                                            | 昭和30年3月31日 岩瀬村                                            | 昭和30年3月31日 岩瀬村                                            | 平成17年4月1日 須賀川市に編入                                     | 須賀川市                                                          |
| 岩瀬郡                                                            | 滝村                                                              |                                                                   | 白方村                                                            | 昭和30年3月31日 岩瀬村                                            | 昭和30年3月31日 岩瀬村                                            | 平成17年4月1日 須賀川市に編入                                     | 須賀川市                                                          |
| 岩瀬郡                                                            |                                                                   | 北横田村                                                          | 白江村                                                            | 昭和30年3月31日 岩瀬村                                            | 昭和30年3月31日 岩瀬村                                            | 平成17年4月1日 須賀川市に編入                                     | 須賀川市                                                          |
| 岩瀬郡                                                            | 矢沢村                                                            |                                                                   | 白江村                                                            | 昭和30年3月31日 岩瀬村                                            | 昭和30年3月31日 岩瀬村                                            | 平成17年4月1日 須賀川市に編入                                     | 須賀川市                                                          |
| 岩瀬郡                                                            | 畑田村                                                            |                                                                   | 白江村                                                            | 昭和30年3月31日 岩瀬村                                            | 昭和30年3月31日 岩瀬村                                            | 平成17年4月1日 須賀川市に編入                                     | 須賀川市                                                          |
| 岩瀬郡                                                            | 深渡戸村                                                          |                                                                   | 白江村                                                            | 昭和30年3月31日 岩瀬村                                            | 昭和30年3月31日 岩瀬村                                            | 平成17年4月1日 須賀川市に編入                                     | 須賀川市                                                          |
| 岩瀬郡                                                            | 大久保村                                                          |                                                                   | 白江村                                                            | 昭和30年3月31日 岩瀬村                                            | 昭和30年3月31日 岩瀬村                                            | 平成17年4月1日 須賀川市に編入                                     | 須賀川市                                                          |

## 行政
- 市長：大寺正晃（2024年8月11日就任、1期目）

### 歴代市長
| 代 | 氏名     | 就任                      | 退任                      | 備考       |
| -- | -------- | ------------------------- | ------------------------- | ---------- |
| 1  | 岡部宗城 | 1954年（昭和29年）4月27日 | 1956年（昭和31年）4月8日  |            |
| 2  | 澤田三郎 | 1956年（昭和31年）5月10日 | 1964年（昭和39年）5月9日  |            |
| 3  | 鈴木貞夫 | 1964年（昭和39年）5月10日 | 1972年（昭和47年）5月9日  |            |
| 4  | 澤田三郎 | 1972年（昭和47年）5月10日 | 1984年（昭和59年）5月9日  | 再任       |
| 5  | 高木博   | 1984年（昭和59年）5月10日 | 1996年（平成8年）6月29日  | 在職中死去 |
| 6  | 相楽新平 | 1996年（平成8年）8月11日  | 2008年（平成20年）8月10日 |            |
| 7  | 橋本克也 | 2008年（平成20年）8月11日 | 2024年（令和6年）8月10日  |            |
| 8  | 大寺正晃 | 2024年（令和6年）8月11日  | 現職                      |            |

## 姉妹都市・提携都市
- 洛陽市（中華人民共和国河南省）：1993年（平成5年）8月に友好都市提携。

- 2013年5月5日，特撮の神円谷英二の生誕地、福島県須賀川市は「M78星雲 ウルトラの星」の姉妹都市となった。[7]

## 地域

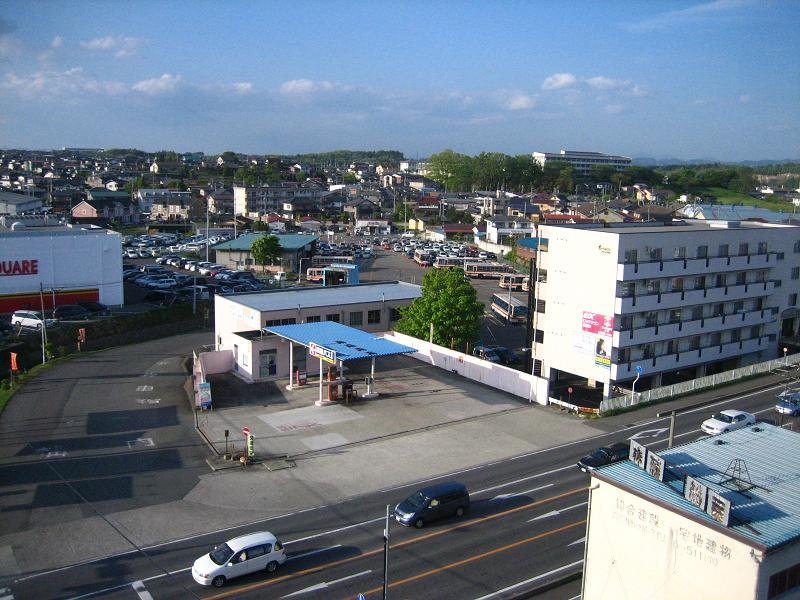
須賀川市

### 人口
| |                                          |  |
| 須賀川市と全国の年齢別人口分布（2005年） | 須賀川市の年齢・男女別人口分布（2005年） |  |
| ■紫色 ― 須賀川市 ■緑色 ― 日本全国 | ■青色 ― 男性 ■赤色 ― 女性                |  |
| 須賀川市（に相当する地域）の人口の推移 \| 1970年（昭和45年） \| 66,552人 \| \| \| 1975年（昭和50年） \| 67,429人 \| \| \| 1980年（昭和55年） \| 69,553人 \| \| \| 1985年（昭和60年） \| 71,202人 \| \| \| 1990年（平成2年） \| 73,107人 \| \| \| 1995年（平成7年） \| 77,020人 \| \| \| 2000年（平成12年） \| 79,409人 \| \| \| 2005年（平成17年） \| 80,364人 \| \| \| 2010年（平成22年） \| 79,267人 \| \| \| 2015年（平成27年） \| 77,441人 \| \| \| 2020年（令和2年） \| 74,992人 \| \| |                                          |  |
| 総務省統計局 国勢調査より |                                          |  |
| 1970年（昭和45年） | 66,552人                                 |  |
| 1975年（昭和50年） | 67,429人                                 |  |
| 1980年（昭和55年） | 69,553人                                 |  |
| 1985年（昭和60年） | 71,202人                                 |  |
| 1990年（平成2年） | 73,107人                                 |  |
| 1995年（平成7年） | 77,020人                                 |  |
| 2000年（平成12年） | 79,409人                                 |  |
| 2005年（平成17年） | 80,364人                                 |  |
| 2010年（平成22年） | 79,267人                                 |  |
| 2015年（平成27年） | 77,441人                                 |  |
| 2020年（令和2年） | 74,992人                                 |  |

### 公的機関等
- 厚生労働省福島労働局
  - 須賀川労働基準監督署
  - 須賀川公共職業安定所（ハローワーク須賀川）
- 財務省国税庁仙台国税局須賀川税務署
- 福島県県中保健福祉事務所
  - 福島県衛生研究所県中支所
- 福島県県中建設事務所須賀川土木事務所
- 福島県警察須賀川警察署
- 須賀川地方広域消防組合須賀川消防署
- 須賀川地方保健環境組合
- 須賀川市役所
  - 市長部局
    - 企画財政部
    - 行政管理部
    - 生活環境部
    - 健康福祉部
    - 産業部
    - 建設部
    - 会計管理者

  - 水道部
  - 須賀川市教育委員会
  - 須賀川市議会
  - 須賀川市選挙管理委員会
  - 須賀川市農業委員会
  - 長沼支所
  - 岩瀬支所

### 健康

#### 医療
- 国立病院機構福島病院
- 公立岩瀬病院 ：明治初期には須賀川医学校も併設。後藤新平等を輩出した。
- 南東北春日リハビリテーション病院
- 須賀川病院
- 寿泉堂松南病院
- 池田温泉病院

#### スポーツ施設

須賀川アリーナ

- 須賀川アリーナ
- 牡丹園運動場
- 並木町運動場
- スポーツ広場
- 福島空港公園

### ホール・会館・文化施設等

須賀川市立博物館

- 須賀川市文化センター
- 須賀川市産業会館
- 須賀川市立博物館
- ムシテックワールド
- CCGA現代グラフィックアートセンター
- 須賀川特撮アーカイブセンター
- 風流のはじめ館

#### 高等学校・特別支援学校

須賀川高等学校

- 福島県立須賀川高等学校（現在は閉校）
- 福島県立須賀川創英館高等学校
- 福島県立須賀川桐陽高等学校
- 福島県立清陵情報高等学校
- 福島県立長沼高等学校（現在は閉校）
- 福島県立須賀川支援学校

### 義務教育学校
市立
- 須賀川市立義務教育学校稲田学園（稲田中学校・稲田小学校統合）

#### 中学校
市立
- 第一中学校
- 第二中学校
- 第三中学校
- 西袋中学校
- 小塩江中学校
- 仁井田中学校
- 大東中学校
- 長沼中学校
- 岩瀬中学校

#### 小学校
市立
- 第一小学校
- 第二小学校
- 第三小学校
- 西袋第一小学校
- 西袋第二小学校
- 小塩江小学校
- 東山小学校
- 阿武隈小学校
- 仁井田小学校
- 柏城小学校
- 大東小学校
  - 上小山田分校
- 大森小学校
- 長沼東小学校
- 長沼小学校
- 白方小学校
- 白江小学校

## 企業
- 東北電力ネットワーク株式会社須賀川電力センター
- 日本通運株式会社須賀川営業所
- ジョンソン・エンド・ジョンソン株式会社須賀川事業所
- 日本たばこ産業株式会社東日本原料本部
- 日本工営エナジーソリューションズ株式会社　パワー＆デジタル事業本部
- 福島交通須賀川営業所
- クリクラ福島工場
- フジフーズ福島工場

### 預金取扱金融機関

須賀川信用金庫本店

- 東邦銀行 3支店
- 常陽銀行 1支店
- 大東銀行 2支店
- 福島銀行 1支店
- 須賀川信用金庫（指定金融機関） 5支店
- 福島県商工信用組合 1支店
- 東北労働金庫 1支店
- 夢みなみ農業協同組合 8支店

## 郵便

### 集配郵便局
- 須賀川郵便局
- 長沼郵便局

### 普通局•簡易郵便局

#### 須賀川郵便区
- 岩瀬仁井田郵便局
- 大森田郵便局
- 小塩江郵便局

- 川東郵便局
- 白江郵便局
- 須賀川上野郵便局

- 須賀川駅前郵便局
- 須賀川中町郵便局
- 須賀川西川郵便局

- 須賀川南町郵便局
- 稲田簡易郵便局
- 浜田簡易郵便局(2021年3月1日廃止[8])

#### 須賀川(長沼)郵便区
- 矢田野郵便局

## 交通

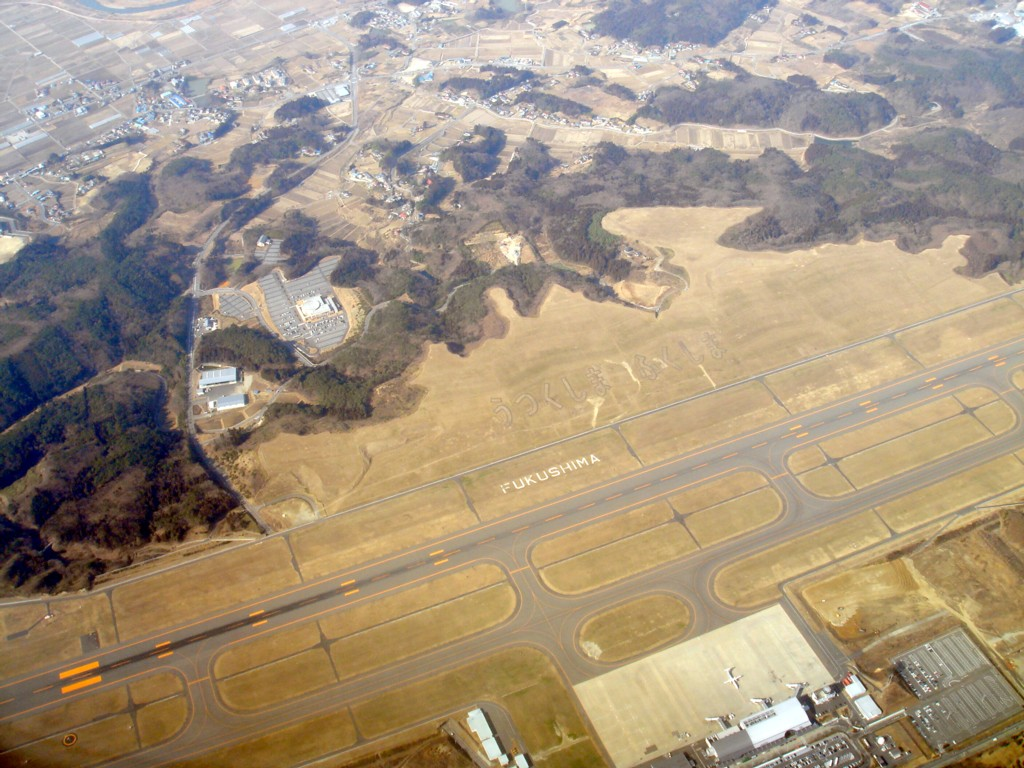
福島空港の空中写真（2007年1月撮影）

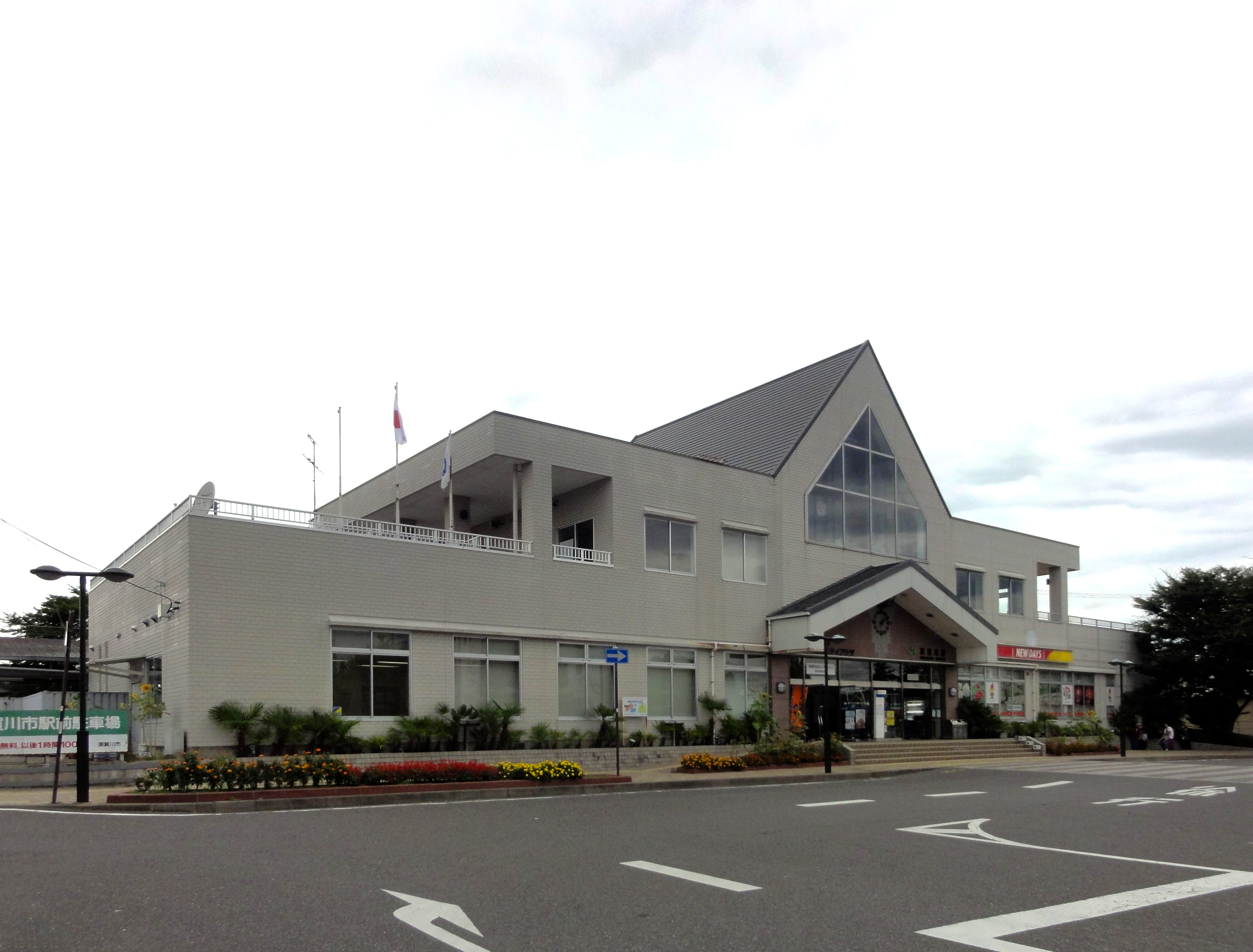
須賀川駅

### 空港
- 福島空港：2024年4月時点で、定期便は国内線2路線、国際線1路線が運航されている。フジドリームエアラインズなどによるチャーター・臨時便が飛ぶこともある[9]。
  - 国内線
    - 全日本空輸(ANA)[10]
      - 伊丹空港
      - 新千歳空港

    - アイベックスエアラインズ(IBX)[11]
      - 大阪国際空港（伊丹空港）

  - 国際線
    - タイガーエア台湾
      - 台湾桃園国際空港

### 鉄道
- 東日本旅客鉄道（JR東日本）
  - 東北本線
    - 須賀川駅（市の中心となる駅）

  - 水郡線
    - 小塩江駅 - 川東駅

（磐城守山駅 - 安積永盛駅間（東北本線との合流点付近）でもわずかながら当市を通過している。）

### バス
一般路線
- 福島交通 - 市内に須賀川営業所が設置されている
- 須賀川市内循環バス

高速バス
- 福島・郡山 - 須賀川 - 新宿駅新南口（あぶくま号）
- 須賀川 - 仙台（仙台 - 郡山・須賀川線）
- 郡山・須賀川 - 新越谷駅（あだたら号）
- 福島・郡山 - 須賀川 - 京都駅・大阪あべの橋駅（ギャラクシー号）
- 郡山 - 須賀川 - 名古屋（夜行高速バス郡山・宇都宮 - 名古屋線）

### 道路
高速道路
- E4東北自動車道
  - (16) 須賀川IC

一般国道
- 国道4号
- 国道118号
- 国道294号

福島県道
- 福島県道17号郡山停車場線
- 福島県道29号長沼喜久田線
- 福島県道40号飯野三春石川線
- 福島県道54号須賀川三春線
- 福島県道55号郡山矢吹線
- 福島県道63号古殿須賀川線
- 福島県道67号中野須賀川線
- 福島県道108号矢吹堀込線
- 福島県道109号安積長沼線
- 福島県道138号母畑須賀川線
- 福島県道141号玉川田村線
- 福島県道143号仁井田郡山線
- 福島県道180号川東停車場線
- 福島県道187号須賀川停車場線
- 福島県道233号雲水峰江持線
- 福島県道283号須賀川矢吹線
- 福島県道289号下松本鏡石停車場線
- 福島県道291号木ノ崎岩淵線
- 福島県道292号牧ノ内長沼線
- 福島県道293号江持谷田川停車場線
- 福島県道294号三穂田須賀川線
- 福島県道355号須賀川二本松線

須賀川市道の主な通称名
- 松明通り
- 田善通り
- 温泉通り
- 釈迦堂川花火通り

## 観光・街おこし

### 名所
- 宇津峰（城跡は国史跡。4月29日に山開き）[12]
- 牡丹園（花の見頃は4月下旬 - 5月中旬）[13]
- 高土山（たかどやま）[14]
- 和田大仏及び横穴墓群

### 祭事・イベント
- 初寅大祭（旧正月初寅の日）
- 須賀川さくらまつり（4月）
- すかがわ国際短編映画祭（5月のゴールデンウィーク明けの土日）
- いわせグリーンロードレース大会（6月）
- きうり天王祭（7月14日）
- ほたる&水とみどりのふるさとまつり（7月16日）
- 市民よさこい・盆おどり大会（8月15日）
- 釈迦堂川花火大会（8月）
- 長沼まつり（9月）
- 須賀川秋祭り（9月）
- 桙衝神社祭礼「太鼓獅子」（10月）
- 円谷幸吉メモリアルマラソン大会（10月）
- すかがわ産業フェスティバル（10月）
- 松明あかし（11月第2土曜日）
- 牡丹焚火（11月）

### ウルトラマンの町

須賀川市内に設置されたウルトラマン像

須賀川出身の円谷英二が世に送り出したウルトラマンシリーズを活かして、まちづくりに取り組んでいる。ウルトラ一族が住むとされる「M78星雲 光の国」との姉妹都市提携を2013年5月5日（こどもの日）に発表した。「すかがわ市M78 光の町」への“住民登録”は1万人を超えている。
2017年5月に完成した新しい市庁舎は、前にウルトラの父のモニュメントが設置されているほか、ウルトラの父の設定上の身長と同じ地上45mからの視点のように見えることを意識して設計された「ウルトラフロア」や、市民が利用できる「光の会議室」「ウルトラ会議室」が設けられた。また、市町村防災行政無線の定時放送でも午前7時に「ウルトラセブン」、午後5時30分に「帰ってきたウルトラマン」が放送される。
中心市街地にはウルトラヒーローや怪獣のモニュメントが並べられ、2017年7月には円谷プロダクション公認ショップ「SHOT M78大束屋」がオープン。2019年1月オープンの須賀川市民交流センターには「円谷英二ミュージアム」が併設された。
これ以前にも、1980年代に青年会議所が中心となり街づくりの一環として「ゴジラの里構想」が立ち上げられ、乙字ケ滝付近に「ゴジラの卵」と称する造形物が設置されたこともあった。

## 商業施設
- メガステージ須賀川
- イオンタウン須賀川
- カワチ薬品
- フレスポ須賀川グリーンモール（旧赤トリヰグリーンモール）
- サンデー

## 著名な出身者
江戸時代生まれ
- 亜欧堂田善：版画家

明治生まれ
- 円谷英二：映画特撮監督、円谷プロダクション創業者
- 根本博：日本陸軍と中華民国陸軍の中将

大正生まれ
- 浅田光輝：社会運動家

昭和生まれ
- 江川潤：政治学者
- 円谷幸吉 ：マラソン選手。1964年東京五輪、マラソン銅メダリスト
- 羽鳥兼市 ：実業家、ガリバーインターナショナル創設者
- 桂幸丸：落語家
- 桂翔丸：落語家
- 山田深夜：小説家
- 長沢ゆりか：シンガーソングライター
- 門倉有希：演歌歌手
- 鈴木央：漫画家
- 小湊美和：歌手
- 小湊昭尚：尺八奏者、ボーカリスト
- 成田和也：競輪選手
- 菅波栄純：THE BACK HORNのギタリスト
- 村越としや：写真家
- DEAN FUJIOKA：俳優
- 板橋駿谷：俳優・ラッパー
- 橋本克也：須賀川市長
- 関根龍一：プロレスラー
- 森恵美：女優
- 加藤キャシー：漫画家
- 酒井ゆうじ：モデラー（原型師）、怪獣造形師

平成生まれ
- 相澤晃：陸上競技選手
- 阿部弘輝：陸上競技選手
- 柴田徹：湘南ベルマーレ所属のサッカー選手
- 白熊優太：二所ノ関部屋所属の大相撲力士
- 小松かやの：アイドル（READY TO KISS）